# ADEOS I

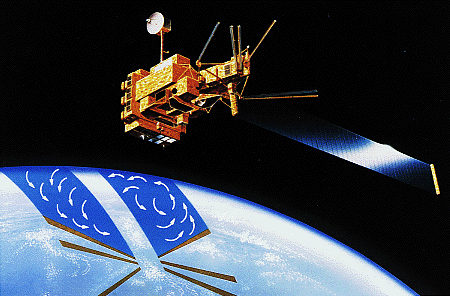
O satélite ADEOS I em órbita.

ADEOS I (de Advanced Earth Observing Satellite 1), foi a denominação de um Satélite de observação da Terra lançado pela NASDA em 17 de agosto de 1996 as 01:53 UTC. O nome da missão em japonês é Midori, que significa "verde".
Em 28 de Agosto de 1996, o satélite ajustou sua dinâmica de voo para controlar a sua órbita. Como resultado dessa manobra, o painel solar recebeu luz do Sol por trás, o que causou uma expansão no suporte e uma subsequente contração, que causou a ruptura na solda de uma junção.
A missão foi encerrada as 07:21 UTC de 30 de Junho de 1997, 9 meses depois do lançamento, depois que o satélite sofreu danos estruturais nos painéis solares. O seu sucessor, o ADEOS II, lançado em 2002, teve destino semelhante, encerrando a sua missão depois de menos de uma ano, depois de problemas com o painel solar.